# فؤاد الشوملي
فؤاد قسطة باسيل الشوملي هو ممثل أردني كوميدي فلسطيني الأصل من بيت ساحور المجاورة ل  بيت لحم. وهو كاتب مسلسلات أردنية أيضا حيث كتب معظم حلقات مسلسل حارة أبو عواد.

## عنه
- عضو نقابة الفنانين الأردنيين
- عمل رئيسا للجنة النصوص المسرحية /دائرة الثقافة والفنون
- عمل مشرفا فنيا في المركز الثقافي الملكي
- حاصل على بكالوريوس إدارة إعمال ومتفرغ للعمل الفني
- مثل العديد من الأعمال الفنية التلفزيونية والمسرحية
- وقام بدور رئيسي في الفلم الفرنسي الفلسطيني المشترك (انتظار)
- مثل في مسلسل كوميدي شهير وهو : في ميل الذي جسد فيه شخصية أبو عوض " ليث الجندي "
- كتب العديد من الأعمال الفنية ومثل في معظمها نجملها بما يلي:

### المسلسلات التلفزيونية المنفذة
- حارة أبو عواد (سبعة أجزاء 132 حلقة)
- العلم نور (ثلاثة أجزاء 45 حلقة)
- جدار الشوك
- شيء اسمه الحب
- من قصص العرب
- جزيرة الحب
- لغز الساعة الثالثة
- ناس على الطريق
- قلوب لا تحتمل الحب
- السياط
- الوحل
- كنز الحياة
- تحت الرماد
- اللغز (مسلسل مصري)
- شرخ في القلب (مسلسل سوري)
- عمي كو (مسلسل ليبي)
- السعد وعد (مسلسل سعودي)
- في مهب الريح (مسلسل سوري)
- خطوات نحو المستحيل
- نشامى الصحراء
- سعداء ولكن
- شباب 21 لجامعة هوبكنز الأمريكية
- أشواك برائحة الورد
- أتحداك يا دمعي
- أبو يوسف – جزءان
- الحكي النا (30 حلقة)
- الكابوس

### مسلسلات الأطفال المنفذة
- حذاء الطنبوري  مع عبد المنعم إبراهيم
- مغامرات شتشت
- حكا يا عمو سليم
- العقد الثمين
- كليلة ودمنه
- آباء وأبناء
- اللغز الجميل
- يوركا
- أوراق الصغار
- الفرسان
- المزارع الصغير
- الثعلب السجين
- زعتر وعنتر
- الكمان الحزين

### المسرحيات المنفذة
- دنيا المصالح
- على مهلك يا ست خضرة
- الرحالة ابن بطوطة
- سهرة مع الفيران
- الوهم
- الخوف
- ليلة لا أخت لها
- يا هملا لي
- العلمو نورن
- أخ يا دسكي
- البلاد طلبت أهلها و تم عرضها في المملكة الأردنية والعديد من الدول العربية.

### مسرحيات الأطفال المنفذة
- سميرة والوردة
- مدينة بلا حب
- الصراصير
- الفأر الفطين
- دعبل وبنت السلطان
- الاجتماع

### مسلسلات إذاعية منفذة
- الكثبان السرابية
- خطوات نحو المستحيل
- من بيدر الحياة
- الخروج من ساوسروقة
- حوض الموت
- غالية
- الصعود إلى الحياة
- دينا وسعيد (210 حلقات جامعة هوبكنز الأمريكية)